# نهر باشيلو
نهر باشيلو (أو نهر بِشيتا) يقع في إثيوبيا، ويشتهر لتلعته التي توصف بأنّها تناهز تلعة مصبّ نهر الباشيلو - وهو النيل الأزرق - في ضخامتها. يبدأ مسار نهر الباشيلو عند نقطة تقع إلى غرب «كوتابر» الواقعة بمنطقة «أمهرة»، ويجري نحو الشمال الغربي حيث يصبّ فيه نهر اسمه «ترجيا»، ثمّ نحو الجنوب الغربي حيث مقرنه مع النيل الأزرق.
تبلغ مساحة المستجمع المائي لنهر الباشيلو قرابة 13 ألف كم مربع، ويتضمّن أجزاءً من مناطق «شمال جوندار» و«شمال ولو» و«جنوب ولو» الإثيوبية. ومن منابع الباشيلو أنهار «تشيتشيهو» و«والانو».
كان نهر الباشيلو مهمًا لترسيم حدود الأقاليم الإثيوبية. ففي القرن السابع عشر، كان يفصل بين «بجمدر» و«أمهرة».، وفي أواخر القرن الثامن عشر، أصبح يشكّل الحدّ الشمالي لشاوا (ሽዋ)، وكان ذلك وراء رفض الإمبراطور تكلة جيورجيس الأول (ተክለ ጊዮርጊስ) لأن يعبر النهر حتّى لا يدخل ذلك الإقليم. ظلّ النهر يشكّل الحدّ الشمال لشاوا حتّى 1870 في عهد النجاشي منليك الثاني الشاوي في خطاب أرسله إلى رجل بريطاني آنذاك.